# Underart
Underart (förkortningar: ssp. och subsp, av latin subspecies) är inom den biologiska systematiken en rang under art. Det är normalt inte det samma som begreppet ras, men i vissa sammanhang används de båda begreppen synonymt.

## Botanik
Taxonomiskt är underart, inom botaniken, en rang under art, men en rang över varietet. Inom botaniken representerar begreppet underart en population som är åtskild geografiskt eller topografisk och som har flera unika karaktärer. Skillnaderna är dock mindre skarpa än mellan två arter och ofta förekommer övergångsformer mellan olika underarter. Avgränsningen mot understående rang varietet är oklar. Ofta finns olika uppfattningar om systematisk placering av växter, därför kan man hitta samma växt under olika ranger exempelvis i olika floror.
Underart förkortas vanligen subsp. eller ssp efter latinets subspecies. Förkortningen nsubsp. (av nothosubspecies, "ny underart"), markerar att underartens ursprung är en hybrid.

## Zoologi
Inom zoologin delas en art upp i underarter när arten innehåller separata evolutionära utvecklingslinjer. Det vill säga att olika populationer av samma art är åtskilda så att det uppkommer genetiska skillnader mellan populationerna, men där skillnaderna inte är större än att en hane och en hona från var sin underart fortfarande kan få fertil avkomma tillsammans. Åtskillnaden av populationerna är ofta av geografisk eller ekologisk karaktär som exempelvis ett hav eller en öken. 
Den geografiska avgränsningen för underarter är oftast allopatrisk eller parapatrisk. Skillnader inom en art kan också vara klinal, vilket innebär att förändringen av arten över ett större område är gradvis och att den geografiska gränsen för underarterna därför är svårdefinierad.